# Macrosiphoniella chamaemelifoliae
Macrosiphoniella chamaemelifoliae är en insektsart. Macrosiphoniella chamaemelifoliae ingår i släktet Macrosiphoniella och familjen långrörsbladlöss. Inga underarter finns listade i Catalogue of Life.